# Castelul Schleißheim
Castelul Schleißheim (în germană Schloss Schleißheim) este un complex care cuprinde trei castele amplasate într-un mare parc amenajat în stil baroc, și care au fost pentru un anumit timp reședința principilor bavarezi. Castelul se află în localitatea Oberschleissheim, din districtul München, landul Bavaria, Germania. 

## Galerie de imagini

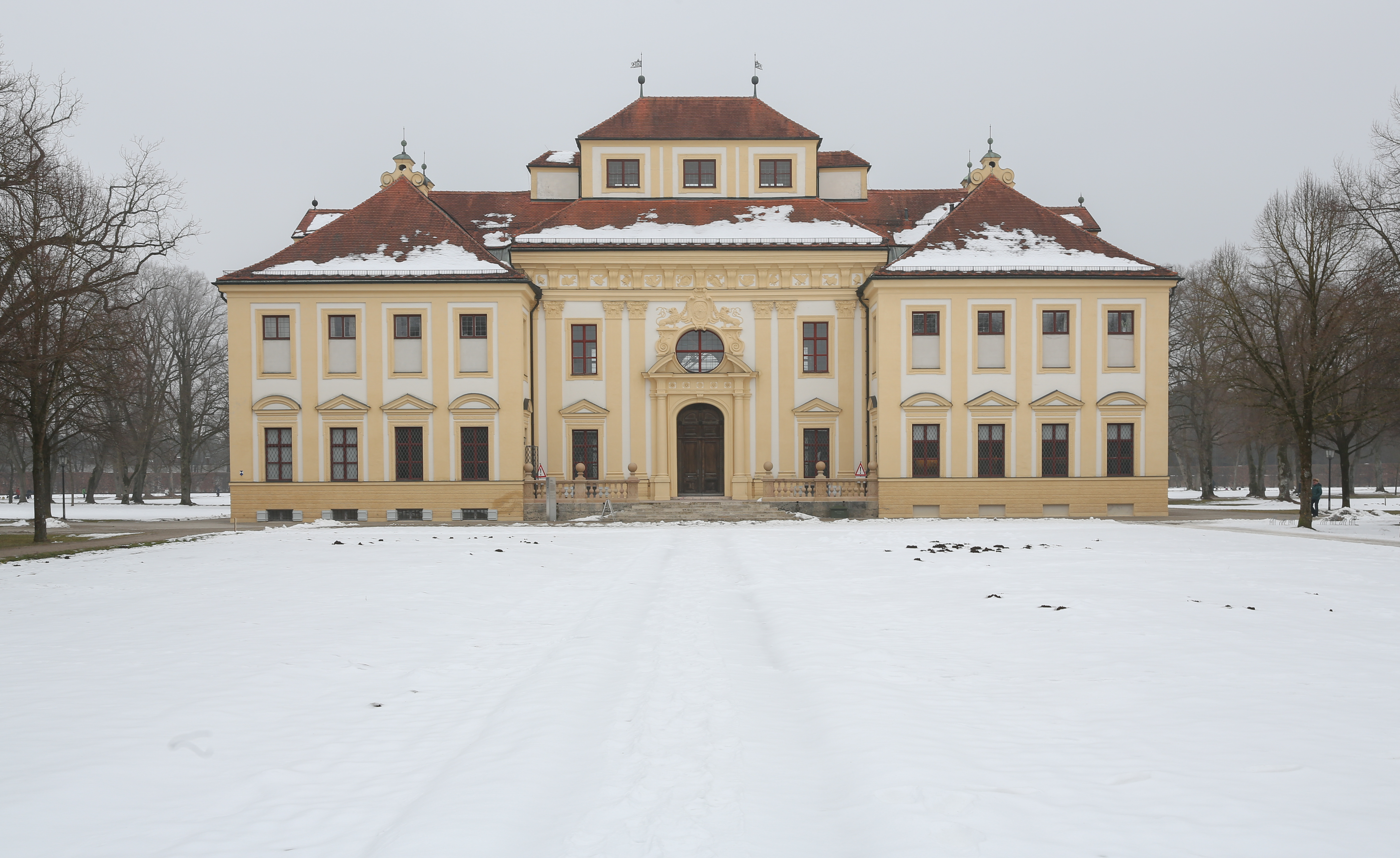
Castelul Lustheim
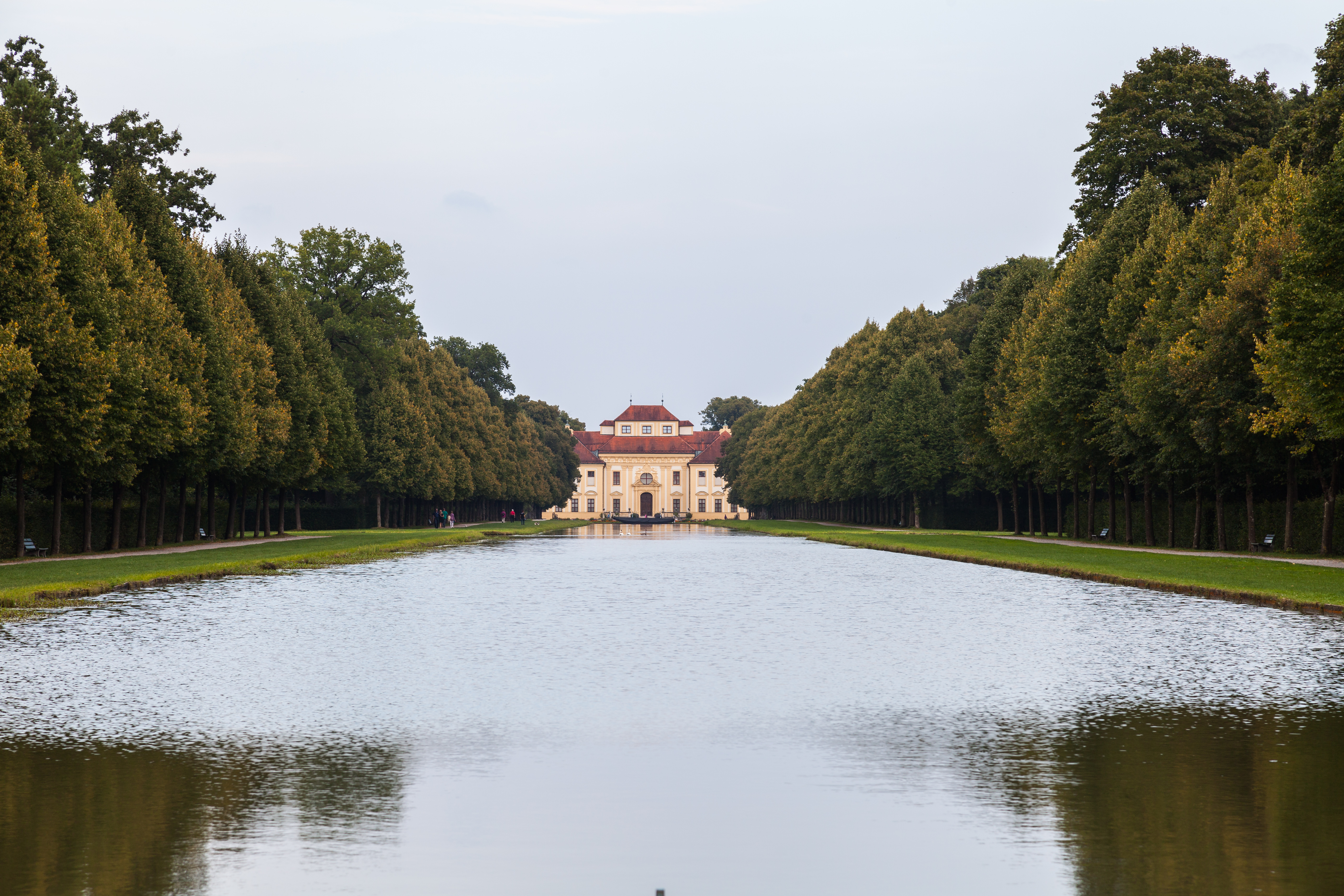
Castelul Lustheim (vedere dinspre parc)
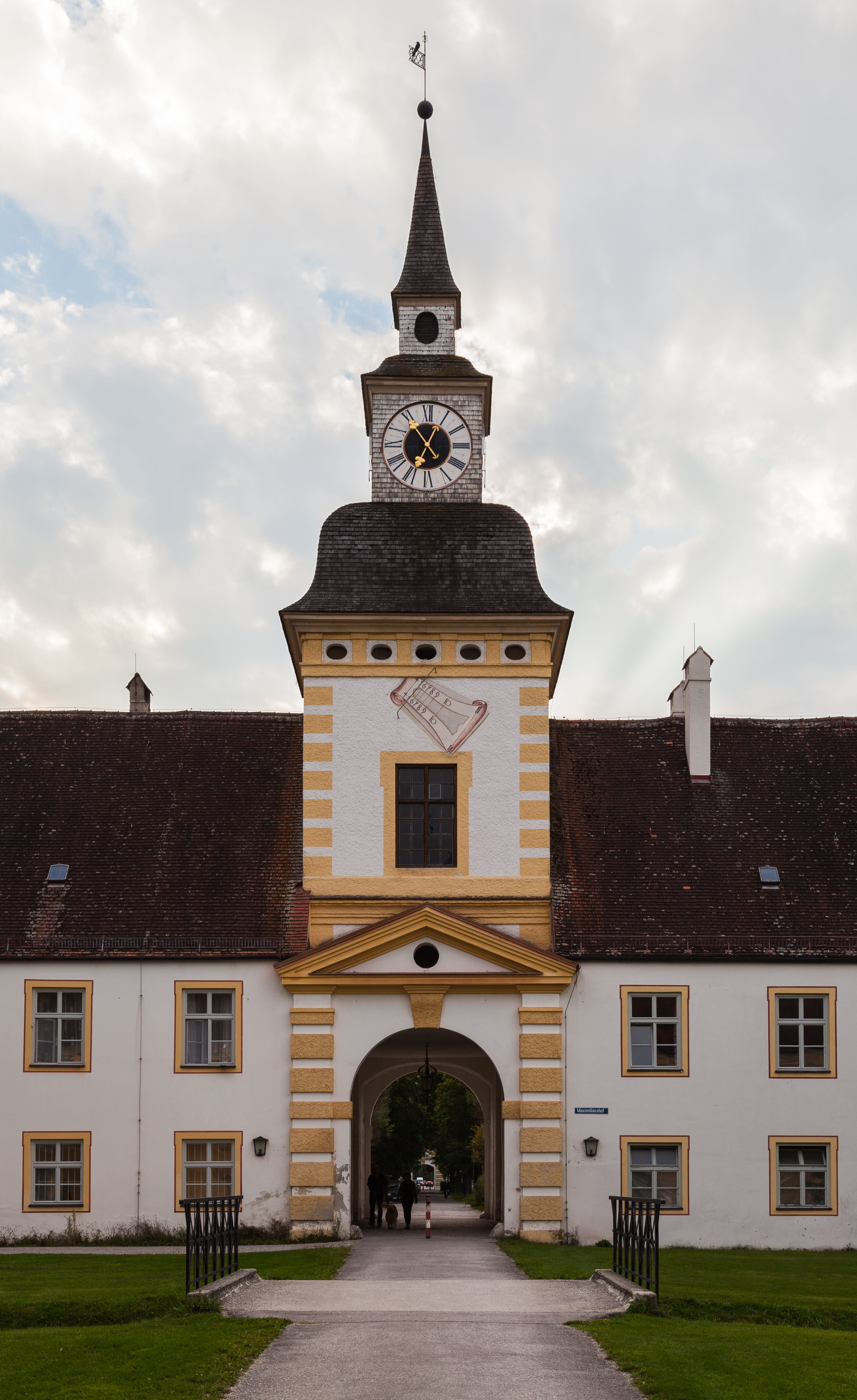
Castelul vechi
Canalul exterior
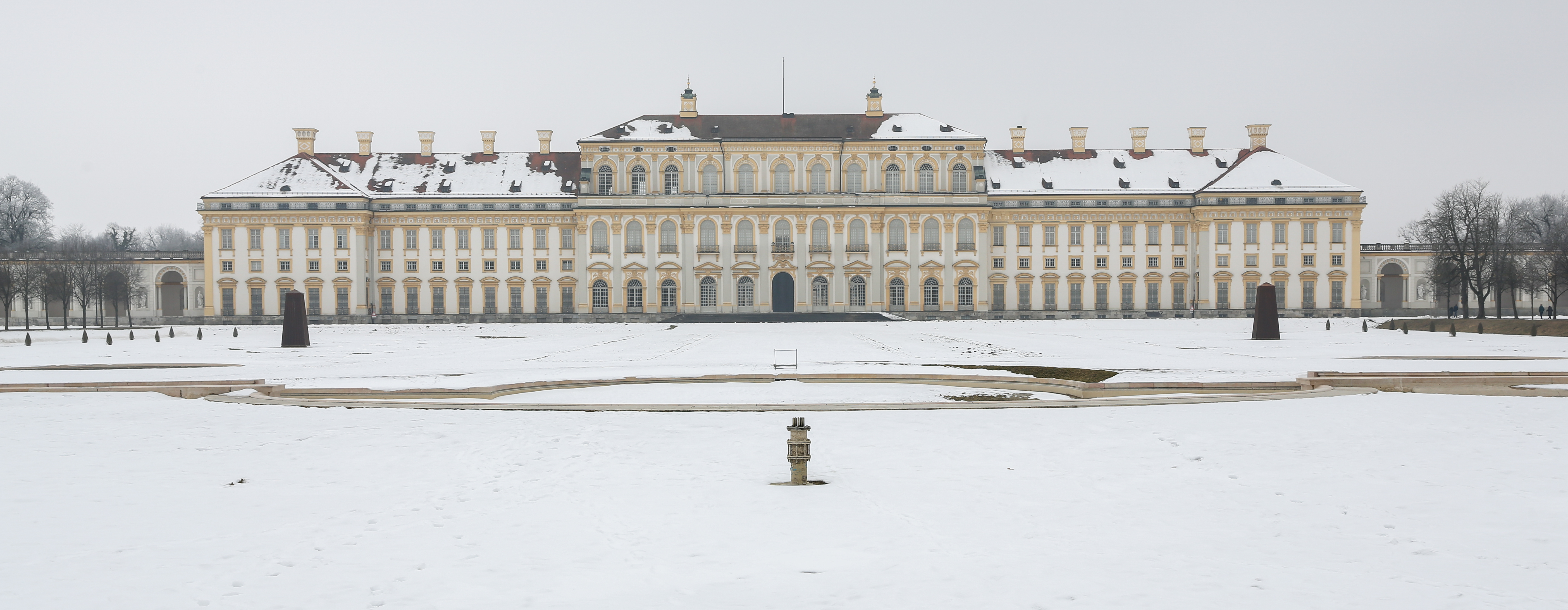
Castelul nou (vedere panoramică)
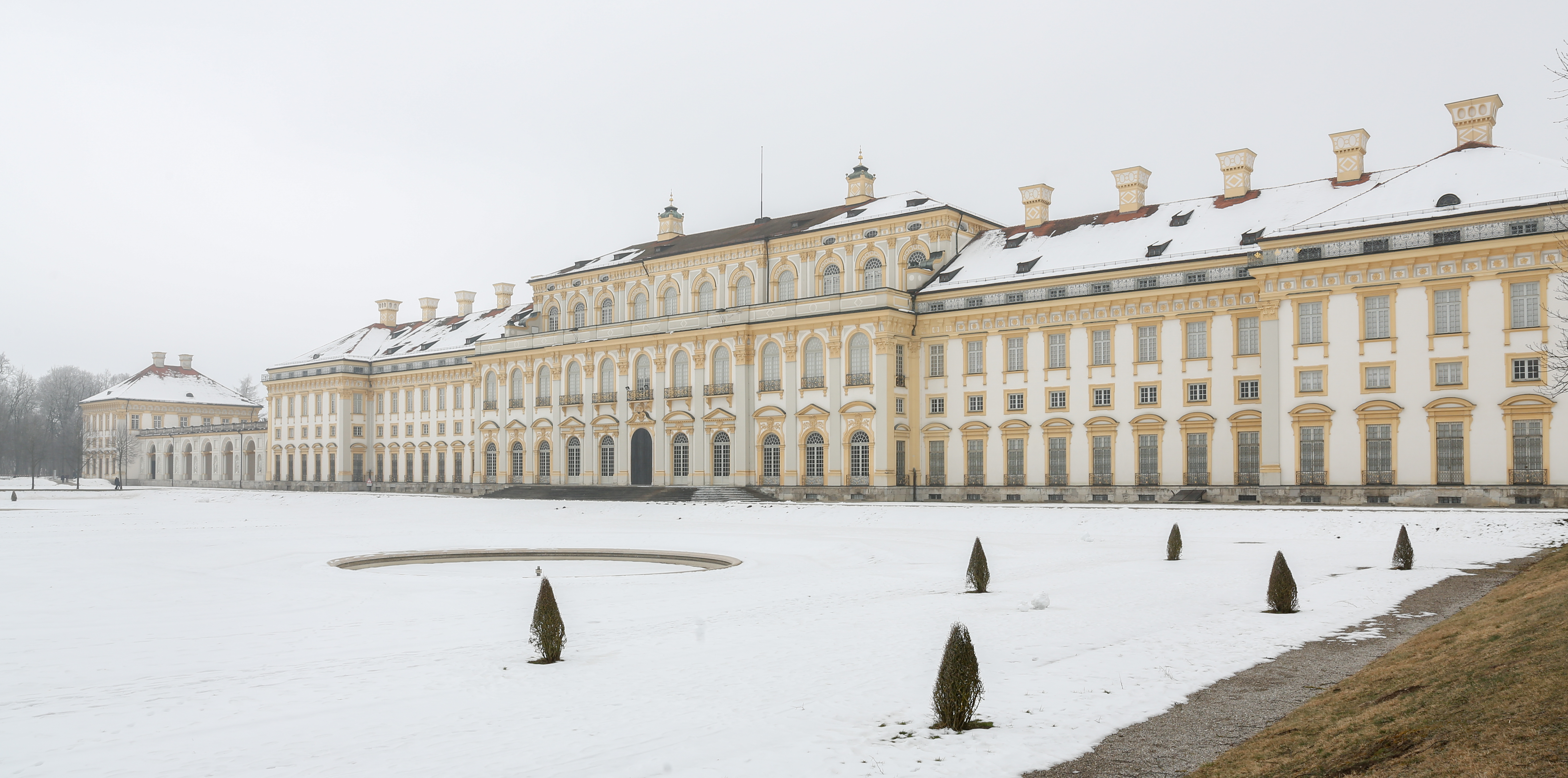
Castelul Schleißheim